# Composizioni di Moisej Samuilovič Vajnberg
Come molti compositori sovietici, Moisej Samuilovič Vajnberg dovette piegarsi alla teoria estetico-politica del realismo socialista e trarre ispirazione per il suo lavoro dalla musica popolare, in particolare dal folclore ebraico, polacco, moldavo e armeno.
Il catalogo delle sue composizioni comprende 164 entrate classificate in 154 numeri d'opera.
| Op.    | Genere             | Titolo/Descrizione | Anno    | Note |
| ------ | ------------------ | --- | ------- | --- |
| 1      | Musica per piano   | Berceuse per piano | 1935    | |
| 2      | Quartetto          | Quartetto d'archi n. 1 | 1937    | |
| 3      | Quartetto          | Quartetto d'archi n. 2 | 1940    | |
| 4      | Romanza            | Acacias, 6 romanze per voce e piano | 1940    | |
| 5      | Sonata             | Sonata per piano n. 1 | 1940    | |
| 6      | Poema sinfonico    | Poema sinfonico per orchestra | 1941    | |
| 7      | Romanza            | 3 romanze per voce e piano, da J. Rivina e A. Prokof'ev | 1941    | |
| 8      | Sonata             | Sonata per piano n. 2 | 1942    | |
| 9      | Quartetto          | Aria per Quartetto d'archi | 1942    | |
| 10     | Sinfonia           | Sinfonia n. 1 in sol minore, in 4 movimenti : I Allegro moderato – Doppio più lento – Larghetto – Doppio movimento (Tempo I) – Larghetto – Tempo I II Lento III Vivace – Allegretto grazioso – Tempo I IV Allegro con fuoco | 1942    | Dedicata all'Armata rossa, composta a Taškent (Uzbekistan) |
| 11     | Capriccio          | Capriccio per violino e piano | 1943    | |
| 12     | Sonata             | Sonata n. 1 per violino e piano, in tre movimenti: I. Allegro II. Adagietto III. Allegro | 1943    | Partitura datata « 11 febbraio – 11 aprile 1943 » Composta a Taškent e dedicata al suocero Solomon Mikhoels |
| 13     | Canzoni            | Canzoni per bambini per voce e piano | 1943    | |
| 14     | Quartetto          | Quartetto d'archi n. 3 | 1944    | |
| 15     | Sonata             | Sonata n. 2 per violino e piano, in tre movimenti: 1. Allegro 2. Lento 3. Allegro moderato | 1944    | Composta tra febbraio e giugno 1944, dedicata al violinista David Ojstrach |
| 16     | Musica per piano   | Quaderni per bambini n. 1 | 1944    | |
| 17     | Canzoni            | «Canti ebraici» su testi del poeta sovietico Samuil Galkin | 1944    | |
| 18     | Quintetto          | Quintetto per piano | 1944    | |
| 19     | Musica per piano   | Quaderni per bambini n. 2 | 1944    | |
| 20     | Quartetto          | Quartetto d'archi n. 4 | 1945    | Dedicato ai membri del Quartetto del Teatro Bol'šoj |
| 21     | Sonata             | Sonata n. 1 per violoncello e piano in do maggiore | 1945    | |
| 22     | Romanza            | Tre romanze per voce e piano | 1945    | |
| 23     | Musica per piano   | Quaderni per bambini n. 3 | 1945    | |
| 24     | Musica per piano   | Trio per piano | 1945    | |
| 25     | Romanza            | Sei romanze per voce e piano | 1945    | |
| 26     | Suite              | Suite per piccola orchestra | 1939/45 | |
| 27     | Quartetto          | Quartetto d'archi n. 5 | 1945    | |
| 28     | Sonata             | Sonata per clarinetto e piano, in tre movimenti: 1. Allegro 2. Allegretto 3. Adagio | 1945    | Composta a Mosca il 20 aprile 1946 |
| 29     | Miniature          | 12 miniature per flauto e piano : 1. Introduzione: Maestoso 2. Arietta: Andante con moto 3. Burlesque: Allegro moderato 4. Capriccio: Marziale marcatissimo 5. Notturno: Andantino 6. Valzer: Allegro molto 7. Ode: Largo 8. Duetto: Andante tranquillo 9. Barcarola: Moderato comodo 10. Studio: Presto 11. Adagio 12. Pastorale: Allegretto                 | 1946    | |
| 29bis  | Miniature          | « 12 pezzi » per flauto e orchestra | 1983    | Arrangiamento dell’op. 29 |
| 30     | Sinfonia           | Sinfonia n. 3 per orchestra d'archi | 1946    | |
| 31     | Sonata             | Sonata per piano n. 3 | 1946    | |
| 32     | Musica vocale      | Elegia per piano e baritono | 1946    | |
| 33     | Sonata             | 6 Sonate per basso e piano | 1946    | |
| 34     | Musica per piano   | 21 pezzi facili per piano | 1946    | |
| 35     | Quartetto          | Quartetto d’archi n. 6 | 1946    | |
| 36     | Musica orchestrale | «Scene di festa» per orchestra | 1946/47 | |
| 37     | Sonata             | Sonata n. 3 per violino e piano | 1947    | |
| 38     | Romanza            | 4 Romanze per voce e piano | 1947    | |
| 39     | Sonata             | Sonata n. 4 per violino e piano, in tre movimenti in continuo: 1. Adagio 2. Allegro ma non troppo 3. Adagio tenuto molto rubato (quasi Cadenza) - Adagio primo | 1947    | Dedicata al violinista Leonid Kogan; resa pubblica intorno al 1968, partitura pubblicata solo intorno al 1978 |
| 40     | Suite              | Due suites di balletto per orchestra | 1947    | |
| 41     | Sinfonietta        | Sinfonietta n. 1, in quattro movimenti: I. Allegro risoluto II. Lento III. Allegretto IV. Vivace | 1948    | Dedicata a « l'amicizia tra i popoli dell'URSS » |
| 42     | Concerto           | Concertino per violino e orchestra d'archi | 1948    | |
| 43     | Concerto           | Concerto per violoncello e orchestra in do minore, in quattro movimenti : 1. Adagio 2. Moderato – Lento 3. Allegro – Cadenza. L’istesso tempo, molto appassionato – Andante – Allegro – Andante 4. Allegro – Adagio – Meno mosso | 1948    | Composto verso fine 1948, dedicato a Mstislav Rostropovič |
| 44     | Musica orchestrale | Ouverture di festa per orchestra | 1949    | |
| 45     | Sinfonia           | Sinfonia n. 3 in si minore, in 4 movimenti: I. Allegro – [ ] – Tempo I – Largo II. Allegro giocoso – [ ] – Andante sostenuto – Tempo I III. Adagio – Doppio movimento – Tempo I IV. Allegro vivace – Moderato – Tempo I | 1949    | Composta a Mosca tra marzo 1949 e giugno 1950, revisione 1959-1960. Il tema del primo movimento è un canto tradizionale bielorusso (“Che luna”), quello del secondo e del finale è un canto polacco su mazurka (“Matek è morto”).. |
| 46     | Sonatina           | Sonatina per violino e piano in re maggiore, in tre movimenti : I. Allegretto II. Lento – Allegro – Tempo Primo III. Allegro moderato – Lento | 1949    | dedicata al compositore Boris Čajkovskij |
| 47 / 1 | Rapsodia           | Rapsodia su temi moldavi per orchestra | 1949    | Revisione nel 1952 |
| 47 / 2 | Musica orchestrale | Arie polacche per orchestra | 1949    | |
| 47 / 3 | Rapsodia           | Rapsodia moldava per violino e piano | 1949    | Arrangiamento per violino e piano dell'op. 47 / 1, pubblicata con indicazioni di diteggiatura di David Ojstrach per la parte del violino solista; Vajnberg sostiene di aver composto anche un arrangiamento per violino e orchestra, ma la partitura non è stata rintracciata.                                                                                            |
| 47 / 4 | Serenata           | Serenata per orchestra | 1949    | |
| 48     | Trio               | Trio d'archi (violino, viola e violoncello) | 1950    | |
| 49     | Sonatina           | Sonatina per piano | 1951    | |
| 50     | Canzoni            | «Alla sorgente del passato/Oltre la frontiera degli ultimi giorni», ciclo di canzoni per mezzo-soprano e piano | 1951    | |
| 51     | Cantata            | «Al paese natale», cantata per contralto, coro di voci bianche, coro misto e orchestra | 1952    | |
| 52     | Musica concertante | Fantasia per violoncello e orchestra, in un movimento : adagio – andantino leggiero – adagio – allegro con fuoco – andantino leggiero – adagio. | 1951/53 | Dedicata a Jurij Levitin. |
| 53     | Sonata             | Sonata n. 5 per violino e piano, in quattro movimenti: 1. Andante con moto 2. Allegro molto 3. Allegro moderato 4. Allegro – Andante – Allegretto – Andante | 1953    | Prima composizione (luglio 1953) dopo la prigionia di 11 settimane durante la campagna di repressione anti-ebraica; dedicata a Dmitri Šostakovič, che aveva scritto ai vertici del futuro KGB per ottenere la sua liberazione. |
| 54     | Partita            | Partita per piano | 1954    | |
| 55     | Balletto           | «La chiave d'oro», balletto in tre atti e sei scene | 1954/55 | Da un racconto di fiabe di Aleksej Nikolaevič Tolstoj (1882 – 1945), La piccola chiave d'oro o le avventure di Burattino, adattamento di Pinocchio |
| 55A    | Suite              | Suite n. 1 dal balletto «La chiave d'oro» | 1964    | v. op. 55. |
| 55B    | Suite              | Suite n. 2 dal balletto «La chiave d'oro» | 1964    | v. op. 55. |
| 55C    | Suite              | Suite n. 3 dal balletto «La chiave d'oro» | 1964    | v. op. 55. |
| 55D    | Suite              | Suite n. 4 dal balletto «La chiave d'oro» | 1964    | v. op. 55. |
| 56     | Sonata             | Sonata per piano n. 4 in si minore | 1955    | |
| 57     | Romanza            | «La bibbia dei gitani», sette romanze per mezzo-soprano e piano | 1956    | |
| 58     | Sonata             | Sonata per piano n. 5 | 1956    | |
| 59     | Quartetto          | Quartetto d’archi n. 7 | 1957    | |
| 60     | Poema sinfonico    | «Mattino rosso», Poema sinfonico per orchestra | 1957    | |
| 61     | Sinfonia           | Sinfonia n. 4 in la minore, in quattro movimenti: I Allegro II Allegretto III Adagio – Andantino IV Vivace | 1957    | Dedicata a Revol Bunin, revisione nel 1961, in origine i quattro movimenti erano intitolati : “Toccata”, “Serenata”, “Intermezzo”, “Rondo” |
| 62     | Cantata            | «Memorie», per mezzo-soprano e piano | 1957/58 | |
| -      | Musica da film     | Musica per il film Quando volano le cicogne di Michail Kalatozov | 1957    | Film palma d'oro al festival cinematografico di Cannes 1958. |
| 63     | Sonata             | Sonata per violoncello e piano n. 2 in sol minore | 1958/59 | |
| 64     | Balletto           | «Il crisantemo bianco», balletto in 3 atti | 1958    | |
| 65     | Cantata            | «Nelle montagne dell'Armenia», per voce e piano | 1958    | |
| 66     | Quartetto          | Quartetto d’archi n. 8 | 1959    | |
| 67     | Concerto           | Concerto per violino e orchestra in sol minore, in quattro movimenti: 1. allegro molto 2. allegretto 3. adagio 4. allegro risoluto | 1959    | Dedicato a Leonid Kogan |
| 68     | Musica orchestrale | Canzoni sinfoniche per orchestra | 1959    | |
| 69     | Sonata             | Sonata per due violini | 1959    | |
| 70     | Romanza            | «Sette romanze» su poesie di Sándor Petőfi, per tenore e piano | 1960    | |
| 71     | Romanza            | «Sette romanze» da opere di diversi poeti, per voce e piano | 1960    | |
| 72     | Sonata             | Sonata n. 1 per violoncello solo | 1960    | |
| 73     | Sonata             | Sonata per piano n. 6 | 1960    | |
| 74     | Sinfonietta        | Sinfonietta n. 2 in la minore per orchestra d'archi e cembali | 1960    | |
| 75     | Musica concertante | Concerto per flauto e orchestra d'archi | 1961    | Dedicata al flautista russo Aleksander Korneev |
| 76     | Sinfonia           | Sinfonia n. 5 in fa minore, in 4 movimenti: I Allegro moderato II Adagio sostenuto III Allegro IV Andantino | 1962    | Dedicata a Kirill Kondračin |
| 77     | Cantata            | «Lettere antiche», per soprano e piano | 1962    | |
| 78     | Romanza            | Tre romanze per voce e piano | 1962    | |
| 79     | Sinfonia           | Sinfonia n. 6 per coro di voci bianche e orchestra, in sei movimenti: I. Adagio sostenuto II. Allegretto (« Ho rotto una scatolina », testi di Leib Kvitko) III. Allegro molto IV. Largo («Un fosso scavato nell’argilla rossa», su testi del poeta sovietico Samuil Galkin V. Andantino - Andante (« Dormi tranquillo, o popolo », testo di Michail Lukonin) | 1962/63 | |
| 80     | Quartetto          | Quartetto d'archi n. 9 | 1963    | |
| 81     | Sinfonia           | Sinfonia n. 7 in do maggiore per archi e tastiere, in cinque movimenti: I Adagio sostenuto II Allegro – Adagio sostenuto III Andante IV Adagio sostenuto V Allegro – Adagio sostenuto | 1964    | Dedicata a Rudolf Barčaj |
| 82     | Sonata             | Sonata n. 1 per violino solo, in cinque movimenti: I. Adagio – Allegro – Adagio II. Andante III. Allegretto IV. Lento V. Presto | 1964    | Dedicata al violinista ebreo sovietico Mikhail Fikhtengoltz |
| 83     | Sinfonia           | Sinfonia n. 8 « Fiori polacchi » in sol maggiore per tenore, coro misto e orchestra, su testi dell'omonimo poema epico di Julian Tuwim | 1964    | Testi originali in polacco. |
| 84     | Romanza            | «Oh, grigia nebbia», romanza per basso e piano | 1964    | |
| 85     | Quartetto          | Quartetto d’archi n. 10 | 1964    | |
| 86     | Sonata             | Sonata n. 2 per violoncello solo | 1965    | Revisionata nel 1978, diventa l'op. 121 |
| 87     | Cantata            | «Diario d'amore», cantata per tenore, coro di bambini e orchestra da camera | 1965    | |
| 88     | Melodia            | «Il profilo», ciclo di melodie per basso e piano | 1965    | |
| 89     | Quartetto          | Quartetto d’archi n. 11 | 1965/66 | |
| 90     | Melodia            | «Parole nel sangue», ciclo di melodie per tenore e piano | 1965    | |
| 91     | Cantata            | «Pëtr Plaksin», cantata per tenore, contralto e nove strumenti | 1965    | |
| 92     | Cantata            | «Hiroshima», cantata per coro misto e orchestra | 1966    | |
| 93     | Sinfonia           | Sinfonia n. 9 per voce recitante, coro e orchestra | 1940/67 | |
| 94     | Concerto           | Concerto per trombetta e orchestra in si bemolle maggiore, in tre movimenti: I Studi – Allegro molto II Episodi – Andante III Fanfare – Andante – Allegro – Andante – Presto – Andantino – Allegro – Presto – Andante – Allegretto | 1966/67 | Dedicato a Timofei Dokchitser |
| 95     | Sonata             | Sonata n. 2 per violino solo, in sette movimenti legati: 1. Monodia 2. Silenzio 3. Intervallo 4. Repliche 5. Accompagnamento 6. Invocazione 7. Sincope | 1967    | Composta tra il 24 maggio e il 7 giugno 1967 ; dedicata al violinista Mikhail Fikhtengolts |
| 96     | Requiem            | Requiem per coro di voci bianche, coro misto e orchestra | 1965/67 | |
| 97     | Opera              | «La passeggera», opera in due atti, otto scene e un epilogo. Su libretto di Alexander Medvedev, adattamento dal racconto radiofonico di Zofia Posmysz, La passeggera della cabina 45. | 1967/68 | Durata 2h40' circa. Prima al Festival di Bregenz, estate 2010 |
| 98     | Sinfonia           | Sinfonia n. 10 in la minore | 1968    | |
| 99     | Musica vocale      | Trittico per basso e orchestra | 1968    | |
| 100    | Preludi            | 24 preludi per violoncello solo | 1968    | |
| 101    | Sinfonia           | Sinfonia n. 11 per coro e orchestra | 1969    | |
| 102    | Musica vocale      | «Nessuno ha conosciuto...» per soprano, coro e orchestra | 1970    | |
| 103    | Quartetto          | Quartetto d'archi n. 12 | 1969/70 | |
| 104    | Concerto           | Concerto per clarinetto e orchestra d'archi | 1970    | |
| 105    | Opera              | «La madonna e il soldato», opera | 1970    | |
| 106    | Sonata             | Sonata n. 3 per violoncello solo | 1971    | |
| 107    | Sonata             | Sonata n. 1 per viola sola | 1971    | |
| 108    | Sonata             | Sonata n. 1 per contrabbasso solo | 1971    | |
| 109    | Opera              | «L'amore di d'Artagnan», opera | 1971    | |
| 110    | Melodia            | «Mentre canto questo bambino addormentato/Cullando il bambino», ciclo di melodie per soprano e piano | 1973    | |
| 111    | Opera              | «Congratulazioni!», opera in due atti, da Mazeltov di Sholem Aleichem | 1975    | |
| 112    | Opera              | «Lady Magnesia», opera in un atto, dalla farsa Passion, Poison and Petrification di George Bernard Shaw | 1975    | Dedicata a Rodion Ščedrin. Prima mondiale (solo musica): 18 novembre 2009 al Festival Weinberg di Liverpool (The Cornerstone, Liverpool Hope University) per la regia di Clark Rundell. Prima mondiale con messa in scena, Erfurt 2 febbraio 2012, regia di Samuel Bächli (versione tradotta in tedesco)                                                                  |
| 113    | Balletto           | Sei scene di balletto per orchestra | 1973/75 | |
| 114    | Sinfonia           | Sinfonia n. 12 «In Memoriam D. Šostakovič», in quattro movimenti: I. Allegro moderato II. Allegretto III. Adagio IV. Allegro | 1975-76 | Composta alla morte nell'agosto 1975 di Dmitri Šostakovič |
| 115    | Sinfonia           | Sinfonia n. 13 | 1976    | |
| 116    | Melodia            | Ciclo di melodie per basso e piano su testi di Vasilij Andreevič Žukovskij | 1976    | |
| 117    | Sinfonia           | Sinfonia n. 14 | 1977    | |
| 118    | Quartetto          | Quartetto d'archi n. 13 | 1977    | Dedicata al Quartetto Borodin |
| 119    | Sinfonia           | Sinfonia n. 15 « Io credo in questa terra »per soprano, baritono, coro di voci femminili e orchestra | 1977    | |
| 120    | Musica vocale      | «Tre palme», per soprano e quartetto d'archi, su testi di Mikhail Lermontov. | 1977    | |
| 121    | Sonata             | Sonata n. 2 per violoncello solo | 1978    | Versione rivista dell'op. 86 |
| 122    | Quartetto          | Quartetto d’archi n. 14 | 1978    | Dedicato a Jurij Levitin |
| 123    | Sonata             | Sonata n. 2 per violasolo | 1978    | |
| 124    | Quartetto          | Quartetto d’archi n. 15 | 1979    | Dedicato ai membri del quartetto: Evgenija Alikhanova, Valentina Alykova, Galina Kokhanovskaja, Marija Yanuseevskaja |
| 125    | Melodia            | Ciclo di melodie per basso e piano su testi di Evgenij Baratinskij | 1979    | |
| 126    | Sonata             | Sonata n. 3 per violino solo | 1979    | Dedicata alla memoria del padre |
| 127    | Trio               | Trio per flauto, violae arpa (o piano), in quattro movimenti | 1979    | |
| 128    | Opera              | «Il ritratto», opera in tre atti e otto quadri su libretto di Aleksander Medvedev dalla novella di Nikolaj Gogol' | 1980    | Brno, Teatro nazionale Janáček, 20 maggio 1983. |
| 129    | Operetta           | «La veste d'oro», operetta | 1980    | |
| 130    | Quartetto          | Quartetto d’archi n. 16 | 1981    | Dedicata alla sorella Ester deportata e assassinata dai nazisti. |
| 131    | Sinfonia           | Sinfonia n. 16 | 1981    | |
| 132    | Musica vocale      | «La reliquia», recitativo per basso e piano | 1981    | |
| 133    | Sonata             | Sonata per fagotto solo, in tre movimenti | 1981    | Dedicata al fagottista russo Valerij Sergeevič Popov |
| 134    | Melodia            | «Dalla poesia di Afanasij Fet», melodie per basse e piano | 1982    | |
| 135    | Sonata             | Sonata n. 3 per violasolo | 1982    | |
| 136    | Sonata             | Sonata n. 4 per violasolo | 1982    | |
| 137    | Sinfonia           | Sinfonia n. 17 « Souvenir », in quattro movimenti : 1. Allegro sostenuto 2. Allegro molto 3. Allegro moderato 4. Andante | 1984    | Le sinfonie 17, 18 e 19 compongono la trilogia intitolata « Alle porte della guerra » |
| 138    | Sinfonia           | Sinfonia n. 18 « Guerra – Non esiste parola più crudele », per coro misto e orchestra su testi di Sergej Orlov (1921 – 1977) e Aleksandr Tvardovskij (1910 – 1971) e su una canzone popolare. | 1986    | Dedicata « Alla memoria dei caduti durante la Grande guerra patriottica». Le sinfonie 17, 18 e 19 compongono la trilogia intitolata « Alle porte della guerra ». |
| 139    | Canzoni            | Sei canzoni per bambini per e piano | 1986    | |
| 140    | Sonata             | Sonata n. 4 per violoncello solo | 1986    | |
| 141    | Quartetto          | Quartetto n. 1, versione rivista dell'op. 2. | 1986    | |
| 142    | Sinfonia           | Sinfonia n. 19 « Maggio di gioia », in tre movimenti | 1986    | Nel 1945 l'URSS vince la guerra contro la Germania nazista Le sinfonie 17, 18 e 19 compongono la trilogia intitolata « Alle porte della guerra » |
| 143    | Poema sinfonico    | «Bandiere di pace», Poema sinfonico | 1986    | Scritto in occasione del XXVII congresso del Partito Comunista dell'Unione Sovietica |
| 144    | Opera              | «L'idiota», opera in quattro atti e dieci scene, libretto di Aleksander Medvedev, adattamento del romanzo di Fëdor Dostoevskij | 1985    | Prima mondiale Mannheim, 9 maggio 2013, orchestra diretta da Thomas Sanderling |
| 145    | Sinfonia da camera | Sinfonia da camera n. 1, versione rivista dell'op. 3 | 1987    | |
| 146    | Quartetto          | Quartetto d’archi n. 17 | 1987    | |
| 147    | Sinfonia da camera | Sinfonia da camera n. 2, versione rivista dell'op. 14 | 1987    | |
| 148    | Concerto           | Concerto per flauto n. 2 | 1987    | Dedicato al flautista Aleksander Korneev |
| 149    | Poema sinfonico    | « Pace alle nazioni », poema sinfonico vocale per coro di voci bianche e orchestra | 1988    | |
| 150    | Sinfonia           | Sinfonia n. 20, in cinque movimenti: 1. Adagio – Meno mosso – Meno mosso 2. Allegretto – Coda 3. Con moto 4. Allegro molto 5. Lento – Meno mosso | 1988    | Composta nel luglio 1988, quando l'autore era già affetto dalla malattia di Crohn); dedicata a Vladimir Fedosseev e all'Orchestra sinfonica della radio di Mosca Incollato sulle prime pagine della partitura manoscritta, un frammento di un'altra partitura riporta scritto in polacco:« Che io possa ancora scrivere anche questa con l'aiuto di Dio. Ma ne dubito. ». |
| 151    | Sinfonia da camera | Sinfonia da camera n. 3, versione rivista dell'op. 27 | 1991    | |
| 152    | Sinfonia           | Sinfonia n. 21 «Kaddish» per soprano (senza parole) e orchestra | 1991    | Dedicata alla memoria degli ebrei periti nel Ghetto di Varsavia. L'autore donò il manoscritto al Memoriale dello Yad Vashem. |
| 153    | Sinfonia da camera | Sinfonia da camera n. 4 | 1992    | Dedicata a Boris Čajkovskij. |
| 154    | Sinfonia           | Sinfonia n. 22 (incompleta) | 1994    | L'autore ha scritto la parte del piano e l'orchestrazione (incompleta); la partitura fu completata da Kirill Umanski |